# Elberfeld
Elberfeld è un distretto urbano (Stadtbezirk) di Wuppertal, nel land della Renania Settentrionale-Vestfalia. 
Ha una superficie di 11,1 km² e una popolazione (2008) di 65 153 abitanti.

## Suddivisione amministrativa
Il distretto urbano di Elberfeld è diviso in 6 quartieri (Stadtteil):
- 00 Elberfeld-Mitte
- 01 Nordstadt
- 02 Ostersbaum
- 03 Südstadt
- 04 Grifflenberg
- 05 Friedrichsberg

## Storia
La prima denominazione conosciuta della città è del 1161, con il nome di Elverfelde, un termine derivato dal basso tedesco (elver significava "fiume").
Nel 1826 viene presentato il primo progetto della ferrovia urbana sospesa, la Schwebebahn, poi costruita ed attivata nel 1901, nel ventunesimo secolo in funzione.
Il 1888 è stato l'anno dell'unificazione della città con il distretto di Sonnborn. Successivamente, nel 1929, le città di Barmen, Elberfeld, Vohwinkel, Cronenberg e Ronsdorf si unirono in un unico municipio denominato "Barmen-Elberfeld"; nello stesso anno, il consiglio di amministrazione cittadino decise di rinominare la città in "Wuppertal", con effetto dal 1930. Elberfeld è la più grande suddivisione amministrativa di Wuppertal.